# Conciliation en France
La conciliation est une alternative qui permet à des parties d'échapper à un litige en trouvant un accord, partiel ou total, sous l'égide d'un tiers, le conciliateur.
Le conciliateur de justice est la personne qui va exercer la charge de conciliation. Ce peut être un juge, mais aussi un citoyen collaborateur occasionnel de la justice de proximité ayant un statut d'auxiliaire de justice et qui est chargé de rechercher une solution amiable aux litiges dont il est saisi. Il agit soit sur saisine directe (dite conventionnelle), soit sur délégation du juge.
La conciliation (emprunté au latin «concilio» (assembler, réunir)  est un « mode alternatif de résolution des conflits », c’est-à-dire qui évite le passage devant un tribunal.

## Application
La conciliation s'exerce en matière civile. Elle est exclue en matière pénale et administrative.
Il s'agit d'un mode alternatif de règlement conventionnel, c'est-à-dire avant un litige, ou déjà intégré dans un processus judiciaire en cours.

### Modes alternatifs de résolution des conflits conventionnels
- à l’initiative des seules parties tel que la transaction (articles 2244[3] et suivants du Code civil, article 1441-4 du Code de procédure civile[4] et la procédure participative conventionnelles, éventuellement suivie d’une procédure participative aux fins de jugement (articles 1542[5] à 1559 du Code de procédure civile)
- avec l’assistance d’un tiers non indépendant : les services juridiques internes des entreprises (services consommateurs ou des médiateurs d’entreprise) généralement dotés d’une indépendance fonctionnelle envers leur employeur dont ils restent les préposés avec une déontologie spécifique.
- avec l’aide d’un médiateur « conventionnel » : cette fonction est en cours d’évolution en raison de la transposition de la Directive 2008/52/CE du Parlement européen et du Conseil du 21 mai 2008 sur certains aspects de la médiation en matière civile et commerciale[6])
- avec l’aide d’un conciliateur de justice dont le statut est fixé par le décret no 78-381 du 20 mars 1978 modifié par le décret no  2010-1165 du 1er octobre 2010 relatif à la conciliation [7] et, en dernier lieu, par le décret no 2012-66 du 20 janvier 2012 relatif à la résolution amiable des différends [8]

La directive du 21 mai 2008 n’opère pas la distinction française entre conciliation et médiation. Toutefois, l’Union européenne semble vouloir englober sous un seul et même terme tous les processus quelle que soit la manière dont ils sont nommés en droit national, y compris s’ils s’intitulent « conciliation ».
En ce sens, un rapprochement semble s'opérer entre conciliation conventionnelle et médiation depuis 2018.
Un décret n° 2015-282 du 11 mars 2015 relatif à la simplification de la procédure civile, à la communication électronique et à la résolution amiable des différends  dispose notamment que, sauf justification d’un motif légitime tenant à l’urgence ou à la matière considérée, en particulier lorsqu’elle intéresse l’ordre public, la saisine d'une juridiction civile par voie d'assignation, déclaration au greffe ou requête doit préciser les diligences entreprises, c'est-à-dire les efforts faits, en vue de parvenir à une résolution amiable du litige. En l'absence de la justification de ces diligences préalables, le juge peut proposer aux parties une mesure de conciliation ou de médiation.

### Modes alternatifs de règlement des conflits intégrés dans un processus judiciaire
- conciliation par le juge (articles 21[11], 127[12] à 131[13] du Code de procédure civile pour les règles générales) ;
- conciliation déléguée par le juge à un conciliateur de justice : articles 830[14] à 836 du Code de procédure civile devant le tribunal d'instance et la juridiction de proximité (ces deux juridictions étant devenues le tribunal de proximité), devant le tribunal de commerce (article 863[15] du même code) ou le tribunal paritaire des baux ruraux (article 887 du même code[16]) ;
- médiation dite judiciaire (articles 131-1[17] à 131-15 du Code de procédure civile).

Néanmoins, conciliation et médiation conventionnelles présentent plus de ressemblances que de différences, notamment s'agissant de leur domaine identique et de leur régime en voie d'uniformisation, ce qui pose à terme la question de leur fusion.

### Le déroulement de la conciliation
Il est notamment décrit par la circulaire du 16 mars 1993 : « Lorsque les intéressés se trouvent devant lui, le cas échéant accompagnés d'une personne de leur choix, hors la présence de tout public, le conciliateur les écoute successivement et tente par un dialogue approprié de les amener à dégager la solution qui paraîtra la meilleure ».
Les parties présentes devant le conciliateur dans la procédure conventionnelle ont la faculté d'être accompagnées par une personne physique majeure de leur choix devant justifier de son identité.
Les éléments caractérisant la conciliation sont, outre la nécessité de respecter le principe de contradiction, de rechercher un compromis lors de débats confidentiels dans lesquels le conciliateur devra adopter un comportement impartial.
Lorsque le conciliateur est saisi par le juge d'instance, l'accord des parties est nécessaire, recueilli le plus généralement à l'audience du juge.
Dans ce cas, la mission de conciliation ne peut excéder un mois, renouvelable, sur demande du conciliateur, une fois pour la même durée.
À l'issue d'une conciliation réussie, le conciliateur rédige - obligatoirement s'il est saisi par le juge d'instance, facultativement en cas de saisine par les parties sauf en cas de renonciation à un droit - un constat d'accord.
À la différence des conciliations sur saisine directe, dénommées « conventionnelles », les parties à une procédure de conciliation sur délégation judiciaire peuvent être assistées devant le conciliateur de justice par une personne ayant qualité pour le faire devant la juridiction ayant délégué la conciliation (article 129-3 du Code de procédure civile). La liste de ces personnes, pour les procédures devant le tribunal d’instance et la juridiction de proximité, figure à l’article 828 du Code de procédure civile. Les parties peuvent être représentées devant le conciliateur par ces mêmes personnes, à condition que ces dernières aient un mandat exprès à cet effet (y compris les avocats).
Ce constat d'accord, établi en autant d'exemplaires que de parties, est signé par les parties et le conciliateur.
Un exemplaire est transmis au juge d'instance qui y appose la formule exécutoire - obligatoirement s'il a saisi lui-même le conciliateur et facultativement en cas de saisine directe du conciliateur par les parties, ce à la requête de la partie qui demande l'exécution : le constat d'accord acquiert alors valeur de titre exécutoire.
Texte de la formule exécutoire : « En conséquence, la République française mande et ordonne à tous huissiers de justice de mettre, sur ce requis, ledit jugement à exécution, aux procureurs généraux et aux procureurs de la République près les tribunaux de grande instance d'y tenir la main, à tous commandants et officiers de la force publique d'y prêter main-forte lorsqu'ils en seront légalement requis ».

## Caractère facultatif ou obligatoire selon les matières

### Tentative préalable de conciliation obligatoire
La tentative de conciliation est obligatoire dans deux juridictions d'exception :
- devant la juridiction prud'hommale sauf pour les procédures référé, procédures dirigées directement devant le bureau de jugement ou les affaires examinées sur tierce opposition ;
- devant le tribunal paritaire des baux ruraux.

Depuis la loi du 18 novembre 2016 de modernisation de la justice du XXIe siècle, et notamment son article 4, la tentative de conciliation préalable est rendue obligatoire avant la saisine du juge d'instance pour les litiges de moins de 4 000 €.
À compter du 1er janvier 2021, la phase de conciliation obligatoire en matière de divorce est supprimée.

### Conciliation facultative
L'article 21 du Code de procédure civile précise qu'« il entre dans la mission du juge de concilier les parties ».
Depuis 2010, l'article 845 du même code va plus loin que la simple mission en demandant au magistrat de pousser dans le sens d'une conciliation : « Le juge s'efforce de concilier les parties ».

## Éléments statistiques
Pour 2013, l’activité des conciliateurs de justice se présente ainsi:
1788 conciliateurs de justice en exercice.
Nombre de saisines (conventionnelles et sur délégation judiciaire) : 133.472 (+18,10 % par rapport à 2012)
Nombre d’affaires conciliées: 78.616 (24,7 par rapport à 2012).
Taux de conciliation : 58,90%.
Une étude réalisée par le ministère de la justice (Laetitia Brunin et Philippe Pirot) permet un suivi statistique de l'activité des conciliateurs de 2001 à 2015 'http://www.justice.gouv.fr/art_pix/stat_Infostat_148.pdf)

## Statut du conciliateur
Le statut des conciliateurs de justice a été longtemps fixé par le seul décret no 78-381 du 20 mars 1978, modifié notamment par un décret du 1er octobre 2010 et par le décret no 2012-66 du 20 janvier 2012 relatif à la résolution amiable des différends. Les dispositions du décret ne subsistent isolément que pour la détermination du statut du conciliateur de justice, les règles de la procédure de conciliation étant désormais intégrées au Code de procédure civile (articles 21, 127 à 131, 1536 à 1541 et 1565 à 1568).
Un certain nombre de circulaires du ministère de la justice en précisent les modalités, dont celle du Garde des sceaux du 27 juillet 2006 et celle du 24 janvier 2011 (circulaire n° CIV/15/10).
Le conciliateur de justice doit jouir de ses droits civils et politiques et n'être investi d'aucun mandat électif dans le ressort de la cour d'appel dans lequel il exerce ses fonctions.
Peuvent être nommées conciliateur de justice les personnes justifiant d'une expérience en matière juridique d'au moins trois ans, que leur compétence et leur activité qualifient particulièrement pour l'exercice de ces fonctions.
Ne peuvent être chargés des fonctions de conciliateur de justice les officiers publics et ministériels et les personnes qui exercent, à quelque titre que ce soit, des activités judiciaires ou qui participent au fonctionnement du service de la justice (telles que : magistrats, avocats, notaires, huissiers de justice, etc). Toutefois, les fonctions de conciliateur de justice ne sont pas incompatibles avec celles de suppléant de juge d'instance.
Le conciliateur de justice est nommé pour une première période d'un an par ordonnance du premier président de la cour d'appel, après avis du procureur général, sur proposition du président du tribunal judiciaire auquel il est destiné à être rattaché. À l'issue de cette période d’un an, le conciliateur de justice peut, dans les mêmes formes, être reconduit dans ses fonctions pour une période renouvelable de trois ans. Le conseil départemental de l'accès au droit est informé de ces nominations ainsi que le maire de la commune (ou de l’arrondissement dans les villes où il en existe) du siège de ce tribunal.
Il peut être mis fin à ses fonctions avant l'expiration de leur terme par ordonnance motivée du premier président, après avis du procureur général et du juge d'instance, l'intéressé ayant été préalablement entendu.
L'ordonnance nommant le conciliateur de justice indique la circonscription dans laquelle il exerce ses fonctions.
Elle indique le tribunal d'instance auprès duquel le conciliateur de justice doit déposer les procès-verbaux de conciliation.
Il n'existe pas de limite d'âge pour être conciliateur de justice.
Le conciliateur de justice suit une journée de formation initiale, organisées par l'Ecole nationale de la magistrature. au cours de la première année suivant sa nomination et une autre au cours de la période de trois ans suivant chaque reconduction dans ses fonctions.
Chaque cour d'appel tient une liste des conciliateurs de justice exerçant dans son ressort. Elle actualise cette liste au 1er mars et au 1er septembre de chaque année et la met à la disposition du public par tous moyens, notamment par affichage au sein des locaux des juridictions du ressort et des conseils départementaux d'accès au droit.
Institué en 1978, il y a plus de 40 ans, le statut du conciliateur n’est plus adapté, selon certains, aux nouveaux enjeux de la justice ni des attentes des justiciables. Dans le cadre du débat ouvert sur les 5 chantiers de la justice, la question de la refonte de son statut se pose afin de clarifier son rôle et sa place au sein ou en dehors de l’institution judiciaire.

## Missions et compétence du conciliateur

### Mission
Le conciliateur de justice a pour mission de faciliter, hors de toute procédure judiciaire, le règlement amiable des différends portant sur des droits dont les intéressés ont la libre disposition, c'est-à-dire, en substance, des droits autres que des droits indisponibles pour des motifs tirés de l'ordre public français.
Il peut également procéder aux tentatives de conciliation que lui délègue le juge, sauf en matière de divorce et de séparation de corps. Dans ce cas, la tentative de conciliation a lieu dans les conditions et selon la procédure prévue par les articles 127 à 131 du Code de procédure civile.

### Exclusions générales de compétence
Le conciliateur de justice est incompétent pour connaître des litiges touchant aux matières d'ordre public, dont la loi ne donne pas la définition, si ce n’est par autoréférence d’un texte législatif ou réglementaire à l’ordre public. Sont néanmoins considérés comme relevant de l’ordre public :
- l’état des personnes (divorce, séparation de corps)
- certains aspects du droit de la famille (filiation),
- le droit pénal,
- certains aspects du droit de la consommation ou du droit des baux (le conciliateur intervenant toutefois abondamment dans ces matières).

Le conciliateur de justice doit également respecter le principe de la séparation entre l’ordre judiciaire et l’ordre administratif et ne peut donc connaître des litiges relevant des juridictions administratives.
Le conciliateur de justice est enfin incompétent pour connaître des litiges de droit du travail, le droit du travail relevant de l'ordre public et une compétence exclusive existant au profit des conseils de prud’hommes en matière de conciliation.

### Compétence territoriale
Il convient de se référer à l’article 4 du décret du 20 mars 1978 relatif aux conciliateurs de justice.
« L’ordonnance nommant le conciliateur de justice indique la circonscription dans laquelle il exerce ses fonctions.
Elle indique le tribunal d’instance auprès duquel le conciliateur de justice doit déposer les procès-verbaux de conciliation ».
Ces dispositions doivent être interprétées comme donnant compétence au conciliateur de justice pour connaître des litiges dont il est saisi et qui relèvent de sa compétence matérielle et territoriale, sous réserve de la compétence exclusive du tribunal du lieu de l'immeuble pour l'action réelle immobilière.
La seule contrainte qui s’impose au conciliateur est qu’il ne peut, du moins pour les conciliations conventionnelles, se rendre, pour exercer de manière permanente ses fonctions, dans un canton autre que celui auquel le rattache l’ordonnance qui le nomme. Une exception, des plus marginales à cette prohibition, concerne les litiges traités par deux conciliateurs, ce que permet l’article 1539 du Code de procédure civile.
Le compétence territoriale s'apprécie dans la personne des parties et dans le lieu du litige. Le conciliateur est compétent si l'une des parties présente un rattachement territorial avec son canton ou si le litige se situe dans ce canton.
Le rattachement du conciliateur à un canton et au tribunal d’instance de ce canton, confère au président de ce tribunal compétence exclusive pour rendre exécutoire tout constat d’accord conclu sous l’égide du conciliateur du canton (article 1541 du Code de procédure civile).

### Compétence matérielle
La compétence matérielle du conciliateur de justice est plus large que celle du tribunal d’instance. Il est notamment compétent pour des litiges relevant du tribunal de grande instance en raison de leur montant ou de leur nature, du tribunal de commerce et du tribunal paritaire des baux ruraux.
Il n'existe pas de limitation quant au montant des litiges dont un conciliateur peut être saisi.

### Le champ effectif d’intervention
Le conciliateur de justice a vocation de rechercher une conciliation dans des litiges simples soit entre particuliers, soit entre un particulier consommateur et un professionnel exerçant soit en qualité de commerçant (société commerciale ou inscrit en nom), soit en qualité d'artisan, d'auto-entrepreneur ou de membre d'une profession libérale.
Bien qu’il n’existe pas de statistiques publiées de la Chancellerie sur la nature des litiges soumis aux conciliateurs de justice, ceux-ci concernent pour l’essentiel :
- les litiges de voisinage
- les baux d’habitation
- la copropriété
- les contrats de fourniture d’accès au téléphone, à l’internet et à la télévision
- le droit bancaire et le crédit à la consommation
- les assurances
- les contrats de vente (avec une accentuation des litiges pour les ventes à distance par internet)
- les contrats de travaux
- les prestations de service
- les prêts entre particuliers

## Procédure de conciliation

### La conciliation conventionnelle
La saisine conventionnelle représentait, en 2007, 91 % des saisines des conciliateurs de justice. Ce taux est moins important dans le ressort de la cour d'appel de Paris (environ 80 %).
Le conciliateur de justice est saisi sans forme par toute personne physique ou morale. En raison de la diversité de la pratique des conciliateurs, de leur implantation géographique et des moyens matériels mis à leur disposition, les saisines se font de manière très diverses : par téléphone, par courriel, par courrier postal ou par rencontre à une permanence avec ou sans rendez-vous préalable.
La réception physique du demandeur par le conciliateur n’est pas nécessairement à rechercher si ce dernier peut exposer sa demande à distance et, en particulier, adresser ses pièces par courrier postal, télécopie ou, de plus en plus fréquemment, par copie scannée jointe à un courriel.

### La conciliation sur délégation judiciaire
Certains tribunaux pratiquent la saisine sur double convocation, les parties en litige étant convoquées devant le conciliateur aux fins d’une tentative de conciliation, puis, en cas d’échec de cette dernière, à une audience de jugement, avec fixation préalable des dates des deux convocations. Cette procédure est parfois malaisée à pratiquer pour les tribunaux d’instance importants.
Le conciliateur peut être également saisi lorsque, assistant aux audiences du tribunal d'instance ou du juge de proximité, il est appelé par les parties, qui l’acceptent à l’invitation du juge, de tenter une conciliation à huis clos et, en cas d’échec, de revenir plaider l’affaire devant lui à la même audience.
Ce type de conciliation en marge de l’audience fait partie des conciliations sur délégation comme le précise l’article 845 du Code de procédure civile.

### La suspension de la prescription

#### La conciliation conventionnelle
Aux termes de l’article 2238 du Code civil tel que modifié par la loi no 2008-561 du 17 juin 2008 :
La prescription est suspendue à compter du jour où, après la survenance d'un litige, les parties conviennent de recourir à la médiation ou à la conciliation ou, à défaut d'accord écrit, à compter du jour de la première réunion de médiation ou de conciliation.
Le délai de prescription recommence à courir, pour une durée qui ne peut être inférieure à six mois, à compter de la date à laquelle soit l'une des parties ou les deux, soit le médiateur ou le conciliateur déclarent que la médiation ou la conciliation est terminée.
Ces dispositions posent la question de la manière de marquer d’une manière irréfutable la date du point de départ et de la fin de la conciliation.
Il apparaît que la date du point de départ de la suspension de la prescription requiert la preuve de l’accord des parties pour recourir à la conciliation ainsi que celle de l’échec de la conciliation, preuve qui doit normalement être formalisée par un écrit.

#### La conciliation sur délégation judiciaire
À la différence de la conciliation sur saisine directe, la conciliation déléguée s’inscrit dans une procédure judiciaire qui a déjà interrompu (et non simplement suspendu) la prescription comme il est dit à l’article 2241 du Code civil :
« La demande en justice, même en référé, interrompt le délai de prescription ainsi que le délai de forclusion. »
Il en est de même lorsqu'elle est portée devant une juridiction incompétente ou lorsque l'acte de saisine de la juridiction est annulé par l'effet d'un vice de procédure.”

### Règles et méthodes des procédures de conciliation

#### L’obligation de confidentialité
Le conciliateur de justice est tenu à l'obligation de confidentialité quant aux informations qu'il recueille ou les constatations auxquelles il procède et qui ne peuvent être divulguées.
Cette obligation de confidentialité à une portée très large. Elle s’impose au conciliateur à l’égard de tout tiers quel qu’il soit, y compris le juge pour le cas où la tentative de conciliation qu’il a menée échoue et où le litige connaît une suite contentieuse devant le juge.
La violation de l'obligation de confidentialité par le conciliateur est passible des peines prévues par l'article 226-14 du Code pénal.
Le Code de procédure civile en dispose tant pour les conciliations déléguées par le juge (article 129-4) que pour les conciliations conventionnelles (article 1531).
Article 129-4 : « Les constatations du conciliateur et les déclarations qu'il recueille ne peuvent être ni produites ni invoquées dans la suite de la procédure sans l'accord des parties ni, en tout état de cause, dans une autre instance ».
Article 1531 : « La médiation et la conciliation conventionnelles sont soumises au principe de confidentialité dans les conditions et selon les modalités prévues à l'article 21-3 de la loi du 8 février 1995. »
Article 21-3 de la loi du 8 février 1995 : « Sauf accord contraire des parties, la médiation est soumise au principe de confidentialité. »
Les constatations du médiateur et les déclarations recueillies au cours de la médiation ne peuvent être divulguées aux tiers ni invoquées ou produites dans le cadre d'une instance judiciaire ou arbitrale sans l'accord des parties.
Il est fait exception aux alinéas précédents dans les deux cas suivants :
1. En présence de raisons impérieuses d'ordre public ou de motifs liés à la protection de l'intérêt supérieur de l'enfant ou à l'intégrité physique ou psychologique de la personne ;
2. Lorsque la révélation de l'existence ou la divulgation du contenu de l'accord issu de la médiation est nécessaire pour sa mise en œuvre ou son exécution. »

#### Les diligences du conciliateur de justice

##### Le lieu d’exercice du conciliateur de justice
Le lieu d’exercice du conciliateur de justice est varié : très souvent en mairie, au tribunal d’instance ou, là où il en existe, dans des points d’accès au droit ou dans des maisons de la justice et du droit.
Les moyens matériels à la disposition des conciliateurs de justice varient énormément d’un lieu à l’autre et de la pratique propre à chaque conciliateur. Les lieux équipés de moyens bureautiques modernes restent rares.
Le conciliateur exerce son activité publique de réception des demandeurs et de rendez-vous contradictoires de conciliation dans les lieux consacrés à cette dernière. Sauf exceptions, la plupart des affaires qui lui sont soumises exigent un travail de traitement a posteriori qui se fait le plus souvent chez-lui, devant son ordinateur, ce d'autant que ce traitement exige fréquemment des recherches sur internet et que nombre d'affaires sont traitées à distance avec des entreprises qui, par leur taille ou leur statut, ne peuvent être convoquées à une réunion au bureau du conciliateur.

#### Réunion des parties en litige

##### Le recours à une réunion entre les parties
Le conciliateur de justice invite éventuellement les intéressés à se rendre devant lui. Ce n’est donc pas une obligation.
La conciliation ne présente aucun caractère d’obligation pour la partie défenderesse qui n'est pas tenue de l’accepter, ce même pour les conciliations déléguées par le juge. Le conciliateur de justice ne dispose d’aucun pouvoir pour contraindre le défendeur à donner suite à sa saisine et, notamment, à se rendre devant lui.
La nécessité ou non d’organiser une réunion contradictoire entre les parties dépend de plusieurs facteurs :
1. Le fait que les parties soient ou non des personnes physiques : lorsque le litige oppose des individus, tel un litige entre voisins, leur réception en vue du règlement du litige est à rechercher, ce qui vaut également pour les litiges entre une personne physique et une entreprise individuelle ou de petite taille.

1. La nature du litige, combinée soit au statut juridique et économique de l’une des parties, principalement dans le cas de litiges entre un individu et une entreprise importante de taille nationale voire internationale, soit à l’éloignement géographique de l’une des parties, personne physique ou personne morale.

Ainsi, la recherche d’une conciliation pour des litiges entre un consommateur et un fournisseur d’accès à internet ou un site marchand ne peut que très exceptionnellement faire l'objet d’une réunion au bureau du conciliateur de justice, l’exigence d’une telle réunion étant de nature à mettre en échec tout projet de conciliation. Aussi ce type de litige est-il traité à distance.

##### Les modalités de la réunion des parties

###### Conciliation conventionnelle
En cas d’invitation des parties à se rendre devant lui, le conciliateur de justice doit les aviser que la procédure de conciliation ne les expose à aucuns frais et qu’elles peuvent se faire accompagner d'une personne majeure devant justifier de son identité.
Les réunions se tiennent à huis clos, la confidentialité des débats étant de nature à libérer la parole des parties en présence et à faciliter la recherche d’une solution de conciliation.
Les personnes physiques doivent se présenter en personne et non pas se faire représenter, la règle souffrant des exceptions pour des motifs légitimes, telles que la maladie.
L’assistance d’une partie par un avocat n’est bien entendu pas exclue en soi. La recherche d’une solution de conciliation requérant la participation active des parties en vue de leur adhésion, l’assistance de l’avocat ne doit toutefois lui donner le monopole de l’exposé du point de vue de son client, au risque de dégrader la position de l’adversaire de ce dernier. Il appartient au conciliateur, dans la conduite de la réunion, d’assurer l’équilibre de l’expression des points de vue. En outre, l'avocat doit disposer d'un mandat exprès pour représenter son client en pareil cas.
La représentation d'une partie par un avocat exige que ce dernier justifie d'un pouvoir spécial.
Par une disposition nouvelle en vigueur au 1er décembre 2010 :
Le conciliateur de justice peut s'adjoindre, avec l'accord des parties, le concours d'un autre conciliateur de justice du ressort de la cour d'appel. Lors de la réunion des parties, les conciliateurs de justice peuvent échanger des informations sur les demandes dont ils sont saisis. L'acte constatant l'accord des parties est signé par les deux conciliateurs de justice.

###### Conciliations déléguées par le juge
À la différence des conciliations sur saisine directe, les parties à une procédure de conciliation sur délégation judiciaire peuvent être assistées devant le conciliateur de justice par une personne ayant qualité pour le faire devant la juridiction ayant délégué la conciliation (article 129-3 du Code de procédure civile). La liste de ces personnes, pour les procédures devant le tribunal d’instance et la juridiction de proximité, figure à l’article 828 du Code de procédure civile. Les parties peuvent être représentées devant le conciliateur par ces mêmes personnes, à condition que ces dernières aient un mandat exprès à cet effet (y compris les avocats).

### L’issue de la procédure de conciliation

#### La conciliation conventionnelle

##### L’établissement d’un constat d’accord
Selon l’article 1540 du Code de procédure civile:
En cas de conciliation, même partielle, il peut être établi un constat d'accord signé par les intéressés et le conciliateur de justice.
La conciliation peut également être consignée dans un constat signé par le conciliateur et un ou plusieurs des intéressés lorsqu'un ou plusieurs de ceux-ci ont formalisé les termes de l'accord auquel ils consentent dans un acte signé par eux et établi hors la présence du conciliateur de justice. Dans ce cas, il incombe au conciliateur de viser l'acte émanant des intéressés dans le constat et de l'annexer à celui-ci.'
La rédaction d'un constat est obligatoire lorsque la conciliation a pour effet la renonciation à un droit.
Un exemplaire du constat est remis à chaque intéressé. Un exemplaire est déposé par le conciliateur de justice, sans retard, au greffe du tribunal d'instance mentionné à l'article 4(nota : celui dont dépend le conciliateur).
Un constat d’accord peut être établi sous la forme autre qu’une convention écrite comportant la signature des parties.
Une conciliation peut ainsi résulter d’échanges de courriels ou de lettres sous l’égide du conciliateur de justice, hypothèse que la réglementation paraît ignorer mais à laquelle, dans la pratique, il est fréquemment recouru.
Dans d’autres cas, la conciliation est atteinte sans formalisme particulier, par exemple par intervention téléphonique du conciliateur de justice.
L’intérêt du constat d’accord écrit déposé au greffe du tribunal d’instance réside dans la perfection de son caractère probatoire et la possibilité d’en faire sanctionner l’exécution plus aisément par la justice.
Le constat d‘accord ne constitue pas une transaction au sens des articles 2044 et suivants du Code civil, en cela qu’il n’a pas l’autorité de la chose jugée en lui-même à l’égard des parties.
Le conciliateur dispose d’une très grande liberté pour parvenir à une solution, n’étant pas tenu de se conformer à la loi (mais devant se plier aux exigences de l’ordre public). C’est pourquoi la rédaction d un accord est obligatoire lorsqu’une partie renonce à un droit, qu’elle tient de la loi (soit la loi étatique, soit la loi résultant d'une convention légalement formée).

##### L’exécution du constat d’accord
L’accord atteint sous l’égide du conciliateur constitue une convention ayant force de loi pour les parties, conformément à l’article 1134 du Code civil.
Son inexécution par l’une des parties peut être sanctionnée en justice dès lors que la preuve de l’accord peut être établie. C’est l’intérêt majeur du constat d’accord écrit qui peut faire l’objet d’une demande d’exécution auprès du juge d’instance du tribunal auquel le conciliateur est rattaché.
L’article 1541 du Code de procédure civile a institué l’homologation judiciaire du constat d’accord dans les termes suivants :
« La demande tendant à l'homologation du constat d'accord est présentée au juge par requête d'une des parties à moins que l'une d'elles s'oppose à l'homologation dans l'acte constatant son accord.
Toutefois, lorsque la conciliation met fin à un différend transfrontalier la requête est présentée par l'ensemble des parties ou par l'une d'elles, sur justification du consentement exprès des autres parties. Ce consentement peut être contenu dans le constat d'accord.
Est transfrontalier le différend dans lequel, à la date où il est recouru à la conciliation, une des parties au moins est domiciliée ou a sa résidence habituelle dans un État membre de l'Union européenne autre que la France et une autre partie au moins est domiciliée ou a sa résidence habituelle en France."
La procédure d’homologation est détaillée aux articles 1565 à 1567 du Code de procédure civile :
Article 1565 : « L'accord auquel sont parvenues les parties à une médiation, une conciliation ou une procédure participative peut être soumis, aux fins de le rendre exécutoire, à l'homologation du juge compétent pour connaître du contentieux dans la matière considérée.
Le juge à qui est soumis l'accord ne peut en modifier les termes. »
Article 1566 : « Le juge statue sur la requête qui lui est présentée sans débat, à moins qu'il n'estime nécessaire d'entendre les parties. S'il est fait droit à la requête, tout intéressé peut en référer au juge qui a rendu la décision. La décision qui refuse d'homologuer l'accord peut faire l'objet d'un appel. Cet appel est formé par déclaration au greffe de la cour d'appel. Il est jugé selon la procédure gracieuse. »
Article 1567 : « Les dispositions des articles 1565 et 1566 sont applicables à la transaction conclue sans qu'il ait été recouru à une médiation, une conciliation ou une procédure participative. Le juge est alors saisi par la partie la plus diligente ou l'ensemble des parties à la transaction.
Sous la réserve du recours des tiers, qui a été introduit par le décret du 20 janvier 2012, la partie qui a obtenu l’homologation du constat d’accord et l’apposition de la formule exécutoire peut alors faire procéder à l’exécution forcée des mesures prévues dans le constat d’accord, ce qui rend nécessaire pour le conciliateur rédacteur de conférer à ces mesures un caractère positif manifestement susceptible d'exécution et non celui de simples déclarations d'intentions vagues et imprécises ou de stipulations ambiguës. »

#### La conciliation déléguée par le juge

##### Nécessité d’un constat d’accord
À la différence de la conciliation conventionnelle, la rédaction d’un constat d’accord est requise par l’article 130 du Code de procédure civile.
Il est donc nécessaire en pratique que le conciliateur réunisse les parties aux fins de rechercher une conciliation et, en cas de succès, de dresser un constat d’accord encore que les contacts entre les parties, de même que le recueil de leur consentement, puisse se faire à distance, dès lors qu’il existera au bout du compte une convention écrite.

##### L’exécution du constat d’accord
Aux termes de l’article 131 du Code de procédure civile : « Les parties peuvent soumettre à l'homologation du juge le constat d'accord établi par le conciliateur de justice. L'homologation relève de la matière gracieuse. »
L’homologation par le juge confère au constat d’accord la qualité d’un titre exécutoire pouvant faire l’objet d’une exécution forcée.

### L'échec de la conciliation

#### La conciliation conventionnelle
Les parties retrouvent leur liberté.
En application du 2e alinéa de l’article 2238 du Code civil, le conciliateur peut se trouver amené à formaliser par écrit l’échec de la phase de la conciliation afin de permettre la reprise du cours de la prescription :
« Le délai de prescription recommence à courir, pour une durée qui ne peut être inférieure à six mois, à compter de la date à laquelle soit l'une des parties ou les deux, soit le médiateur ou le conciliateur déclarent que la médiation ou la conciliation est terminée. »
À cet égard, lorsqu’il est saisi, le conciliateur de justice doit prêter une attention particulière aux délais de prescription régissant la matière dans laquelle il intervient.
Le conciliateur de justice ne doit donc pas mettre en péril la pérennité des droits de la partie qui l’a saisi par l’effet de leur prescription, ce d’autant qu'il existe des prescriptions courtes telles la prescription d'un an de l'article L 34-2 du Code des postes et télécommunications électroniques. Il doit donc faire preuve de diligence et de vigilance et, si besoin est, appeler l’attention du demandeur sur l’intérêt de saisir sans délai la juridiction compétente pour interrompre la prescription.
En outre, depuis l'entrée en vigueur au 1er avril 2015 du décret n° 2015-282 du 11 mars 2015, la nécessité de justifier des diligences entreprises en vue de parvenir à une résolution amiable avant de saisir le juge par la voie contentieuse rend important l'établissement d'une attestation de non conciliation par le conciliateur à adresser par lui à toutes les parties en litige.

#### La conciliation déléguée par le juge
En cas d’échec de la conciliation, la procédure contentieuse reprend devant le tribunal qui a délégué le conciliateur.
À la différence de la conciliation sur saisine directe, la conciliation déléguée s’inscrit dans une procédure judiciaire qui a déjà interrompu la prescription.
L’article 2242 du Code civil dispose à cet égard : « L'interruption résultant de la demande en justice produit ses effets jusqu'à l'extinction de l'instance. »